# アイがなくちゃね!
『アイがなくちゃね!』（アイがなくちゃね!）は、フクシマハルカによる日本の漫画作品。『なかよし』（講談社）にて2003年2月号から同年7月号まで連載された。単行本は全1巻。

## 書誌情報
- フクシマハルカ 『アイがなくちゃね!』 講談社〈講談社コミックスなかよし〉、2003年9月5日発行、ISBN 4-06-364030-2